# Zoedone
Zoedone (1877 Oswestry v hrabství Shropshire) byla v Anglii vychovaná klisna anglického plnokrevníka. V roce 1883 vyhrála v sedle se svým majitelem, tehdejším hrabětem, Karlem Rudolfem Kinským slavnou Velkou národní steeplechase v Liverpoolu. Hrabě Kinský se tak stal prvním zahraničním vítězem tohoto překážkového dostihu.
Ryzka Zoedone pocházela z chovu Thomase Jacksona v Oswestry v hrabství Shropshire. Původně ji pro účely lovu zakoupil jistý Edward Clayton z Oakhamu v hrabství Rutland za 170 liber. Záhy však rozpoznal její závodnické kvality, a proto ji v roce 1882 přihlásil do liverpoolské Velké národní steeplechase. Jako žokeje zvolil svého zkušeného přítele Artura Smithe. V těžkých podmínkách za sněhu a deště skončila Zoedone třetí. Poté následovalo vítězství ve Velké výroční steeplechase ve středoanglickém Warwicku. Téhož roku si vytrvalosti, pevné stavby a skokanských kvalit Zoedone všiml na lovu v Meltonu ve východním Yorkshiru hrabě Kinský a klisnu koncem roku koupil za 800 liber s podmínkou, že pokud vyhraje Velkou národní liverpoolskou, doplatí ještě 200 liber. Poté co se hrabě Kinský rozhodl, že bude Zoedone sedlat sám, vypravil se s ní do Uptonu, kde je oba trénoval bývalý úspěšný jezdec a trenér Snowy Harding.
V roce 1883 se hrabě Kinský v sedle klisny Zoedone zúčastnil Velké národní liverpoolské steeplechase. Závodní pole tvořilo toho roku pouze 10 koní a jezdců, což bylo nejméně v historii Velké národní. V těžkém terénu doběhla Zoedone jako první v jednom z nejpomalejších časů historie Velké národní: 11 minut, 39 sekund.
Následujícího roku se hrabě Kinský a Zoedone opět zúčastnili Velké národní steeplechase a umístili se na čtvrtém místě. V roce 1885 byla Zoedone druhou favoritkou dostihu, ale při rozcvičování upadla na jedné z překážek a při vlastním dostihu skončila na nejtěžší překážce zdejšího závodiště Becher's Brook. Všeobecně se mělo za to, že ji někdo před závodem otrávil, ale chyběly důkazy. V tomto smyslu zněl i oficiální zápis.
Zoedone ukončila dostihovou kariéru a ve svém dostihovém důchodu byla ustájena v hřebčíně Kinských v Čechách.

## Umístění ve Velké národní steeplechase
| Velká národní      | Umístění                | Žokej              | Stáří | Hmotnost | Startovní kurz | Poznámky                                |
| ------------------ | ----------------------- | ------------------ | ----- | -------- | -------------- | --------------------------------------- |
| Velká národní 1882 | 3. místo                | Arthur Smith       | 5     | 10-0     | 20/1           | Se značným odstupem                     |
| Velká národní 1883 | 1. místo                | hrabě Karel Kinský | 6     | 11-0     | 100/8          | Zvítězila o 10 délek.                   |
| Velká národní 1884 | 4. místo                | hrabě Karel Kinský | 7     | 12-2     | 100/7          |                                         |
| Velká národní 1885 | DNF (nedokončila závod) | hrabě Karel Kinský | 8     | 11-1     | 15/1           | Upadla na překážce 21 (Becher's Brook). |